# Скотт, Джимми
Джеймс Виктор (Джимми) Скотт (англ. James Victor "Jimmy" Scott 17 июля 1925, Кливленд, штат Огайо, США — 12 июня 2014, Лас-Вегас, штат Невада, США) — американский джазовый исполнитель.

## Биография
Был десятым ребёнком в семье. В детстве пел в церковном хоре. Своим уникальным контральтовым тембром голоса и прозвищу «Литтл Джимми» певец был «обязан» редкому генетическому заболеванию — синдрому Кальмана.
В 1940-х гг. начал профессионально выступать в палаточных шоу. В 1948 г. присоединился к оркестру Лайонела Хэмптона, с ним он спел записанную в 1949 г. композицию Everybody’s Somebody’s Fool, ставшую в США известным хитом. В 1962 г. подписал контракт с фирмой грамзаписи Рэя Чарльза Танджерин. Его альбом «Влюбляться замечательно» изъяли из продаж по причине конфликта по поводу контракта. К концу 1960-х гг. надолго ушёл из музыки и работал в родном Кливленде простым лифтером в отеле, а также на других малозначимых должностях. В 1985 г. он вновь стал выступать в клубах, а спустя пять лет вернулся в студию звукозаписи.
В его альбом Holding Back The Years входят такие популярные рок-композиции как: Jealous Guy Джона Леннона, Slave to Love Брайана Ферри, Holding Back The Yars, написанная Миком Хукнолом, и Nothing Compares 2U, которая принадлежит Принцу.
За свою карьеру выпустил более двадцати альбомов, но слава пришла к нему лишь в возрасте шестидесяти семи лет. Композиция «All the way» принесла ему культовую популярность в Европе и Азии. В 1992 г. был выпущен CD Джимми, «Весь Путь», где он впервые представился Джимми Скоттом; в нём он свободно охватил диапазон стилей от джаза до госпелс и ритм-энд-блюза. Певица Мадонна в 1994 г. призналась газете The New York Times, что он — единственный певец, который может заставить её плакать. В последующие годы известные лейблы начали активно переиздавать его ранние записи. Контракт с Milestone (2000) позволил исполнителю записать ещё несколько дисков с участием крупнейших джазовых музыкантов. Кроме того, он выступал на инаугурационных торжествах двух американских президентов с одной и той же песней — Why Was I Born? , только … с разрывом в сорок лет: у Дуайта Эйзенхауэра (1953) и Билла Клинтона (1993).
Его творчество повлияло на многих артистов, начиная от Билли Холидей и Дины Вашингтон, заканчивая Марвином Гэем, Экслом Роузом и Мадонной.
В 2003 г. в канун Нового года он женился на Джейн Маккартни, и выступал с концертами по всей Европе с остановками в Лондоне, Стамбуле, Париже, Австрии, Монако, Милане.